# Eau et gel dans les chaussées
Avec le gel, l’eau présente dans le sol se transforme en glace et gonfle. Le phénomène de cryosuccion aspire l'eau du sol sous le front de gel où elle gèle, augmentant ainsi fortement la teneur en eau gelée. Au dégel, la teneur en eau liquide du sol peut ainsi être beaucoup plus élevée qu’avant le gel et la portance du sol s’en trouve diminuée de façon considérable engendrant des dégradations importantes. Cet article a pour objet d’aborder la problématique de l’eau et du gel dans les sols de terrassements et les chaussées

## L'eau et l'argile
L'importance de l'eau dans les sols est liée à la présence d'argile. Les argiles forment des structures tétraèdres et octaèdres assemblées en feuillets. Selon la nature des composants, la distance des feuillets est plus ou moins grande laissant une place plus ou moins importante en contact avec le milieu extérieur : c'est la surface spécifique du matériau.
Exemples:
- la Montmorillonite : 600 m²/g
- la kaolinite : 20 m²/g

La sensibilité à l'eau en sera affectée d'autant. La relation entre argile et eau est liée aux caractéristiques électriques de l'argile en surface.
La particule d'argile présente un déficit de charge à sa périphérie, la molécule d'eau présente elle une charge positive, elle répond en partie au déficit de la particule d'argile. Il existe une liaison très forte appelée couche de Stern, dont la densité est de 1,5 très difficile à supprimer. Le bleu de méthylène, utilisé lors de l'essai VBS vient se caler aux alentours de la couche de Stern, il caractérise bien la surface spécifique.
La mesure de la teneur en eau n'affecte que très peu la couche de Gouy Il existe une différence de potentiel (d.d.p.) entre la couche de Gouy et la couche de Stern. La pureté de l'eau joue un rôle important sur la valeur de cette d.d.p. : plus cette eau est minéralisée plus la d.d.p. est faible.
Cette organisation à l'échelle macroscopique interfère à une échelle plus grande de la manière suivante:
- l'argile perd peu d'eau par drainage gravitaire
- la perméabilité à l'eau est d'autant plus importante que le sol est saturé en eau.

## Les mouvements d'eau dans le sol

### Perméabilite et imperméabilité des sols
La loi de Darcy a défini que la vitesse de circulation de l'eau est proportionnelle au gradient hydraulique
Les différences de perméabilité génèrent des phénomènes d'imperméabilité:
- si deux couches perméables présentent des perméabilités de même ordre, la couche de relative moindre perméabilité se comporte temporairement comme un matériau imperméable.
- ces différences de perméabilité génèrent des circulations d'eau horizontale.

### La succion
Une pression plus faible que celle de l'air qui s'exerce sur l'eau à l'intérieur des grains conduit à des mouvements de l'eau. Ce phénomène permet à l'eau de s'élever à une hauteur supérieure à celle de l'état naturel.
La succion est caractérisée par les courbes de succion. Sa valeur en laboratoire est d'autant plus forte que le tube est fin (loi de Laplace).
Une courbe de succion est propre à un matériau. La pente de cette courbe indique l'effort de drainage pour faire varier la teneur en eau W %.
La détermination de la courbe de succion est réalisée dans une chambre à dépression.

## Les effets du gel dans le sol
L'isotherme zéro reste stable dans le sol tant que les forces de succion font transiter de l'eau vers le front de gel. Cet isotherme descend ensuite pour retrouver de l'eau et faire gonfler les lentilles de gel. L'eau du substratum, est aspirée vers le front de gel, des lentilles de glace se forment et des gonflements se produisent.
Au voisinage des premiers cristaux de glace qui se forment, apparaît une dépression de l'eau interstitielle. Il en résulte un gradient de pression dans la partie non gelée et une migration d'eau vers la zone en cours de congélation. L'eau issue de cette migration, se répartit sur le front de congélation, se transforme en glace sous forme de lentilles, en général, horizontales. Pendant la formation de la lentille, les zones de sol environnantes perdent ainsi progressivement leur eau. Il arrive ensuite un moment où l'eau libre est suffisamment éloignée de la lentille pour que les forces de succion ne puissent plus vaincre les pertes de charges de l'écoulement d'eau dans les pores du sol. L'alimentation en eau se tarit, la lentille ne grossit plus, les frigories en provenance de la surface ne sont plus utilisées à la transformation de l'eau en glace : la propagation du front de gel redémarre et le phénomène recommence en créant un peu plus loin une autre lentille.

## Perméabilité et mouvements d'eau
Un sol totalement sec perd sa perméabilité. Le traitement du sol avec des liants hydrauliques modifie sa perméabilité. L'aération par une machine à disques ou par rippage augmente la perméabilité des sols, et facilite l'évaporation.

## Les méthodes pour lutter contre le gel dans les chaussées
Pour lutter contre l’effet du gel de l’eau dans les chaussées, plusieurs méthodes existent. 

### Mettre en place des barrières de dégel
La pose de barrières de dégel, interdictions de certains itinéraires à toute circulation, nécessite au préalable le suivi de la remontée du front gel, voire des mesures de déflexions pour retrouver la portance initiale.

### Mettre hors gel des chaussées
Les chaussées sont mises hors gel soit par la construction d’une structure neuve, soit par leur renforcement, par la mise en place d’une couche de forme ou par le choix de matériaux de terrassement peu (voire pas) gélifs. La vérification au gel-dégel se fait lors du dimensionnement de la chaussée.

### Imperméabiliser la couche de roulement
L’imperméabilisation se fait par la mise en œuvre d’un revêtement étanche : Enduit superficiel d’usure, Enduit coulé à froid, enrobés denses.

### Améliorer les conditions de drainage
Il s’agit là de réduire la quantité d’eau consommable :
- éloigner les arrivées d’eau par les accotements : fossés, exutoires, écran de rive,
- détourner les écoulements d’eau traversant la chaussée,
- favoriser les écoulements en provenance de la chaussée : dérasement, pente,
- entretenir le drainage : dérasement, curage.

Le maximum de portance sera obtenu pour une plateforme avec la plus petite teneur en eau (ce qui n'indique pas que la teneur en eau doit être nulle). Il y a lieu d'interposer une couche drainante sous les couches de chaussées, si l'arase de terrassement risque de présenter une teneur en eau élevée (variation du niveau d'eau en zone de profil rasant et en terrain argileux par exemple).
La couche drainante exerce un rôle de château d'eau, si elle subit des effets de succion vis-à-vis du sol support (sol argileux). Il y a lieu de dimensionner la couche de forme pour supprimer les remontées capillaires dans la chaussée. On détermine la teneur en eau en fonction de la valeur donnée par l'essai Proctor. Après mesure on détermine la courbe de succion du matériau. On peut alors calculer l'épaisseur de la couche de forme pour éviter la remontée d'eau par capillarité.
Il est aussi important de veiller au drainage de l'arase de terrassement, pour limiter les remontées d'eau dans les couches supérieures. Cette précaution est aussi bien valable dans les zones de déblai que dans les zones de remblai.
Dans le même registre, la pente transversale de l'arase de terrassement sera soignée, pour des matériaux fins, sa valeur devra être égale à 4 %. En remblai, l'interface entre matériau sera soignée pour toujours maintenir des pentes vers l'extérieur et ne pas bloquer de zones de rétention d'eau. Le « gras de talus » devra faire l'objet d'une attention particulière, il doit être réalisé avec des matériaux perméables.

### Origine du texte
- Cet article est partiellement ou en totalité issu du site Cours de génie civil - année 2007-2008, Hervé Brunel , le texte ayant été placé par l’auteur ou le responsable de publication sous la licence de documentation libre GNU ou une licence compatible.

### Autres références
1. ↑   Cours sur les argiles